# 紫唯
紫唯（しい、9月7日 - ）は、日本の女性モデルである。旧芸名は野瀬ともみ。ヘアスタイルがストレートのロングヘアだったことから所属事務所の社長が名づけた、メーテルは愛称である。2013年までオフィスノアール（NOIR）所属。

## 人物

### 経歴
福岡県福岡市に生まれる。2012年に野瀬ともみから紫唯に改名した。
小学生の時に、子役タレントをしていた同級生から「スーパーモデルになりたい」という言葉を聞き、モデルという職業を意識しはじめた。
その後、あるモデル事務所から誘われたが、その事務所ではショーモデルの仕事がなかったため、誘いを断った。これがきっかけとなり、自分自身でショーモデルのできる事務所の情報を収集して、オフィスノアールの門をたたいた。
2003年にデビューしたが、人見知りが激しく、初めは緊張して事務所のトイレに行くこともできなかった。しかし、徐々にファッションショーやブライダルショーのモデルとして頭角をあらわし、現在 も活躍している。また2010年には、歌やダンスに挑戦するなど、その活動の領域を拡げている。
2013年12月30日、公式ブログにて、NOIRを卒業してモデル活動の休止を発表、以降の活動は確認されていない。

### 趣味、私生活など
- 趣味は音楽鑑賞、読書、パソコン、ライブへ行くこと。
- 好きな音楽のジャンルはヴィジュアル系。
- 好きな作家は嶽本野ばら。
- パソコンはWebデザインをたしなむ。
- 好きなブランドはVivienne Westwood。
- 好きなアニメは世界名作劇場の『ピーターパンの冒険』。
- 福岡県福岡市在住。
- 料理好きであり、小学生のときには料理教室へ通っていた。
- コーヒーショップへはよく行く。特にスターバックス。
- ロリータ・ファッションが好きである。BABY,THE STARS SHINE BRIGHTの衣装を身にまとい、ニコニコ生放送に登場していた。

### 取得資格・免許
- 漢字検定準2級
- 秘書検定2級
- 書道4段（確認中）
- 普通自動車免許(AT限定)

### エピソードなど
- 低血圧である。
- 姉がいる。次女である。
- 三歳の七五三のとき、西日本新聞に写真が載ったことがある。
- 幼稚園のころ、佐世保玉屋で迷子になったことがある。
- 生まれも育ちも福岡だが、小学生のとき2年間大阪に住んでいたことがある。
- 髪質、顔、肌、体型、そして耳、爪、眉の形が母とよく似ている。そのため高校生のころ、父と二人で出かける時に「（父のことを）パパって呼んだらダメよ」と姉に注意された。
- 短期大学を卒業している。
- 父は数学の高等学校教員免許を持っているが、本人は数学が得意ではない。
- レモンをそのまま食べられるほど、酸っぱいものが好きである。
- リンゴは皮ごと食べるほうが好きである。
- モツが苦手で、モツ鍋は食べられない。
- たけのこ、香草が苦手である。
- 緑茶は好んで飲まない。
- ラーメンは豚骨以外のものをなかなか認めようとしない。
- 酒はほとんど飲めない。
- 顔が小さいため、マスクの大きさは子供用がちょうどよい。

## 主な出演作品

### ファッションショー
- 東京コレクション
- 福岡三越 ファッションショー
- 大丸福岡天神店 ファッションショー
- 岩田屋 ファッションショー
- 天神地下街 ファッションショー
- キャナルシティー博多 ファッションショー
- イニミニマニモ コレクション
- マレーシア独立50周年記念イベント ファッションショー
- トキハ(ときわ、大分市)・大分パルコ・大分フォーラス ジョイントファッションショー
- Fu. photo & design5th Anniversary 『木寺一路作品展』-表層　SURFACE- 公開撮影モデル ＠ソラリア ゼファ
- 詩仙堂 コレクション
- リュウケン コレクション
- ミズ・レイコ コレクション
- ジュンヤタシロ コレクション
- NTTドコモ キャンペーン ファッションショー
- 九州デザイナー学院 ファッションショー
- 大村ファッションデザイン専門学校（現：福岡大村美容ファッション専門学校） ショー
- 総合学園ヒューマンアカデミー福岡校 『HUMAN WORK SHOP 2008』 ファッションショー

### ブライダルショー
- ハウステンボス
- ハウステンボスジェイアール全日空ホテル
- ホテルマリターレ創世 佐賀・久留米
- シーホークホテル
- スエヒロブライダル
- ウェルシティ長崎（長崎厚生年金会館、現：新里メディカルケアセンター）
- ウェルシティ宮崎（宮崎厚生年金会館、現：ニューウェルシティ宮崎）
- 福岡 山の上ホテル
- L＆Lホテルセンリュウ
- ホテルグランドパレス諫早
- 山田屋

### インターネット配信
- ニコニコ生放送のアイドル戦記コミュニティから、毎週月曜日と金曜日に生放送配信。原則、放送は1時間で、21時からと23時からの2回。2011年6月22日で終了。

### CM
- 長寿の里 「つかってみんしゃい よか石けん」

### 雑誌・スチル写真
- 『月刊 elf (エルフ)』2006年1月号 表紙
- 『月刊 elf (エルフ)』2006年9月号 表紙
- 5TH HOTEL パンフレット
- 三愛 会員向け雑誌 表紙
- オザキプリーツ
- リバーウォーク北九州 ポスター

### イベント・ライブ
- 『女子祭 Live2010』 Moo/Maetel/MiuユニットのMaetelとして参加 (2010年12月29日) @Zepp Fukuoka
- 『女子祭 WHO ARE THOSE GIRLS？』 Moo/Maetel/MiuユニットのMaetelとして参加 (2011年3月6日) @DRUM LOGOS